# Śmiłów (Binkowice)
Śmiłów – część wsi Binkowice w Polsce w województwie świętokrzyskim, w powiecie opatowskim, w gminie Ożarów.
Prywatna wieś szlachecka położona była w drugiej połowie XVI wieku w powiecie sandomierskim województwa sandomierskiego. W latach 1975–1998 miejscowość położona była w województwie tarnobrzeskim.

## Zabytki
Zespół dworsko parkowy z II połowy XVIII wieku składający się z barokowo-klasycystycznego dworu, XIX-wiecznego parku krajobrazowego z reliktami XVIII-wiecznego parku geometrycznego, oficyny dworskiej i spichlerza. Dwór został zbudowany w II połowie XVIII wieku, prawdopodobnie w roku 1798 w stylu barokowym, nakryty mansardowym, gontowym dachem. W XIX wieku dwór był przebudowywany dwukrotnie. W I połowie XIX wieku dobudowano frontowy portyk czterokolumnowy, a w elewacji ogrodowej dodano sześciokolumnowy portyk wgłębny. W II połowie XIX wieku dobudowano dwie boczne przybudówki w szczytach domu. Układ wnętrza jest dwutraktowy, typowy dla XVIII-wiecznych dworów, z sienią i salonem na osi domu. Jedno z pomieszczeń dworu posiada sklepienie kolebkowe z lunetami. Pierwotnie był to skarbczyk dworski. Dwór jest w części podpiwniczony. Piwnice pochodzą z XVII wieku i są pozostałością XVII-wiecznej, drewnianej budowli (być może dworu), która prawdopodobnie spłonęła.
Obok dworu w XIX wieku zbudowana została oficyna dworska. Przed wojną w budynku na parterze mieściły się kuchnie, po jednej stronie „pańska” po drugiej dla czeladzi dworskiej. Na górze zaś pokoje gościnne. We dworze funkcjonuje Muzeum Wnętrz Dworskich.
Zespół dworski został wpisany do rejestru zabytków nieruchomych (nr rej.: A.559/1-4 z 17.12.1957, z 8.05.1972 i z 30.12.1977).